# Бёржеи, Янош
Я́нош Бёржеи (венг. Börzsei János; 9 октября 1921, Будапешт, Венгрия — 30 августа 2007, там же) — венгерский футболист. В прошлом, защитник сборной Венгрии.

## Карьера
Янош Бёржеи начал свою карьеру в молодёжном составе клуба «Керюлет» в 1933 году. С 1942 по 1945 год он выступал за клуб «Электромос». Затем недолго играл за «Ферар Клуж». А с 1946 года начал выступать за МТК, где его впервые поставили на место защитника. С МТК Бёржеи выиграл 2 золотые, 6 серебряных и одну бронзовую медаль чемпионата Венгрии, а в 1955 году Бёржеи, вместе с клубом, отпраздновал победу в кубке Митропы.
За сборную Венгрии Бёржеи играл с 1948 по 1956 год. В 1952 году он поехал вместе с командой на Олимпиаду, где венгры стали чемпионами, но сам Бёржеи медаль получить не мог, так как не провёл ни одного матча на турнире.
После завершения карьеры игрока, Бёржеи, начиная с 1957 года, работал в Венгерской ассоциации футбола. В период с 1968 по 1972 год работал генеральным секретарём ассоциации. с 1973 по 1981 год являлся директором по маркетингу ассоциации.

## Достижения
- Чемпион Венгрии: 1951, 1953
- Олимпийский чемпион: 1952
- Чемпион центральной Европы: 1953
- Обладатель кубка Митропы: 1955